# Krystian Bielik
Krystian Bielik (Konin, 4 de enero de 1998) es un futbolista polaco. Juega de defensa y su equipo es el West Bromwich Albion F. C. de la EFL Championship de Inglaterra.

## Clubes
| Club                               | País       | Año       |
| ---------------------------------- | ---------- | --------- |
| Legia de Varsovia                  | Polonia    | 2014-2015 |
| Arsenal F. C.                      | Inglaterra | 2015-2019 |
| Birmingham City F. C. (préstamo)   | Inglaterra | 2017      |
| Walsall F. C. (préstamo)           | Inglaterra | 2018      |
| Charlton Athletic F. C. (préstamo) | Inglaterra | 2018-2019 |
| Derby County F. C.                 | Inglaterra | 2019-2023 |
| Birmingham City F. C. (préstamo)   | Inglaterra | 2022-2023 |
| Birmingham City F. C.              | Inglaterra | 2023-2025 |
| West Bromwich Albion F. C.         | Inglaterra | 2025-     |